# Brad Davis (soccer)
Pour les articles homonymes, voir Davis et Brad Davis (homonymie).
Bradley Joseph « Brad » Davis est un joueur international américain de soccer, né le 8 novembre 1981 à Saint Charles (Missouri, États-Unis). Ailier gauche, il joue durant toute sa carrière en MLS, principalement au Dynamo de Houston, et fait partie de la sélection américaine qui atteint les huitièmes de finale lors de la Coupe du monde 2014 au Brésil.

## Biographie
Brad Davis fréquente l'Université de Saint-Louis et joue en NCAA pour les Billikens. Après deux saisons, il choisit de signer un contrat Génération Adidas et de se présenter à la MLS SuperDraft 2002. Il est repêché en 3e position par le MetroStars.
Le 7 janvier 2016, Brad Davis est échangé au Sporting Kansas City contre deux choix de repêchages et des considérations futures.

## Carrière internationale
Il joue pour la première fois avec en sélection senior lors de la Gold Cup 2005, le 7 juillet contre Cuba.

## Palmarès

### En sélection
- Gold Cup 2005

### En club
- Avec les San Jose Earthquakes
  - MLS Supporters' Shield : 2005
- Avec le Houston Dynamo
  - MLS Cup : 2006, 2007
  - Finaliste de MLS Cup : 2011, 2012

### Individuel
- Avec le Houston Dynamo
  - MLS Best XI : 2011
  - MLS Player of the Month : avril 2011
  - Finaliste pour le titre de MLS MVP 2011
  - Meilleur passeur de MLS en 2011

## Statistiques

### En club
| Saison                | Club                    | Championnat           | Championnat | Championnat | Championnat | Coupe(s) nationale(s) | Coupe(s) nationale(s) | Coupe(s) nationale(s) | Compétition(s) continentale(s) | Compétition(s) continentale(s) | Compétition(s) continentale(s) | Compétition(s) continentale(s) | Séries | Séries | Séries | États-Unis | États-Unis | États-Unis | Total | Total | Total |
| Saison                | Club                    | Division              | M.          | B.          | P.d.        | M.                    | B.                    | P.d.                  | Comp.                          | M.                             | B.                             | P.d.                           | M.     | B.     | P.d.   | M.         | B.         | P.d.       | M.    | B.    | P.d.  |
| 2002                  | MetroStars              | MLS                   | 24          | 4           | 3           | 1                     | 0                     | 0                     | -                              | -                              | -                              | -                              | -      | -      | -      | -          | -          | -          | 25    | 4     | 3     |
| 2003                  | Dallas Burn             | MLS                   | 26          | 6           | 5           | 1                     | 0                     | 0                     | -                              | -                              | -                              | -                              | -      | -      | -      | -          | -          | -          | 27    | 6     | 5     |
| 2004                  | Dallas Burn             | MLS                   | 29          | 2           | 2           | 3                     | 0                     | 0                     | -                              | -                              | -                              | -                              | -      | -      | -      | -          | -          | -          | 32    | 2     | 2     |
| Sous-total            | Sous-total              | Sous-total            | 55          | 8           | 7           | 4                     | 0                     | 0                     | -                              | -                              | -                              | -                              | -      | -      | -      | -          | -          | -          | 59    | 8     | 7     |
| 2005                  | Earthquakes de San José | MLS                   | 18          | 2           | 8           | 2                     | 0                     | 1                     | -                              | -                              | -                              | -                              | -      | -      | -      | 2          | 0          | 0          | 22    | 2     | 9     |
| 2006                  | Dynamo de Houston       | MLS                   | 28          | 1           | 11          | 2                     | 0                     | 1                     | -                              | -                              | -                              | -                              | 4      | 1      | 2      | -          | -          | -          | 34    | 2     | 14    |
| 2007                  | Dynamo de Houston       | MLS                   | 17          | 3           | 3           | 0                     | 0                     | 0                     | CCC+SL                         | 4                              | 0                              | 0                              | 4      | 1      | 1      | -          | -          | -          | 25    | 4     | 4     |
| 2008                  | Dynamo de Houston       | MLS                   | 26          | 3           | 8           | 0                     | 0                     | 0                     | CCC+SL                         | 7                              | 0                              | 2                              | 2      | 0      | 0      | 1          | 0          | 0          | 36    | 3     | 10    |
| 2009                  | Dynamo de Houston       | MLS                   | 27          | 5           | 12          | 2                     | 0                     | 0                     | LCC                            | 7                              | 0                              | 0                              | 3      | 0      | 0      | -          | -          | -          | 39    | 5     | 12    |
| 2010                  | Dynamo de Houston       | MLS                   | 27          | 5           | 12          | 0                     | 0                     | 0                     | SL                             | 3                              | 0                              | 0                              | -      | -      | -      | 2          | 0          | 1          | 32    | 5     | 13    |
| 2011                  | Dynamo de Houston       | MLS                   | 34          | 4           | 16          | 0                     | 0                     | 0                     | -                              | -                              | -                              | -                              | 3      | 0      | 2      | -          | -          | -          | 37    | 4     | 18    |
| 2012                  | Dynamo de Houston       | MLS                   | 31          | 8           | 12          | 0                     | 0                     | 0                     | LCC                            | 1                              | 0                              | 0                              | 6      | 0      | 3      | -          | -          | -          | 38    | 8     | 15    |
| 2013                  | Dynamo de Houston       | MLS                   | 26          | 4           | 9           | 0                     | 0                     | 0                     | LCC                            | 3                              | 1                              | 1                              | 5      | 1      | 1      | 7          | 0          | 2          | 41    | 6     | 13    |
| 2014                  | Dynamo de Houston       | MLS                   | 25          | 4           | 11          | 0                     | 0                     | 0                     | -                              | -                              | -                              | -                              | -      | -      | -      | 5          | 0          | 2          | 30    | 4     | 13    |
| 2015                  | Dynamo de Houston       | MLS                   | 30          | 4           | 10          | 1                     | 0                     | 0                     | -                              | -                              | -                              | -                              | -      | -      | -      | -          | -          | -          | 31    | 4     | 10    |
| Sous-total            | Sous-total              | Sous-total            | 271         | 41          | 104         | 5                     | 0                     | 1                     | -                              | 25                             | 1                              | 3                              | 27     | 3      | 9      | 15         | 0          | 5          | 343   | 45    | 122   |
| 2016                  | Sporting de Kansas City | MLS                   | 24          | 2           | 1           | 2                     | 1                     | 0                     | LCC                            | 1                              | 0                              | 1                              | -      | -      | -      | -          | -          | -          | 27    | 3     | 2     |
| Total sur la carrière | Total sur la carrière   | Total sur la carrière | 392         | 57          | 123         | 14                    | 1                     | 2                     | -                              | 26                             | 1                              | 4                              | 27     | 3      | 9      | 17         | 0          | 5          | 476   | 62    | 143   |